# Mailhi
Mailhi – gaun wikas samiti w środkowej części Nepalu  w strefie Dźanakpur w dystrykcie Sarlahi. Według nepalskiego spisu powszechnego z 2001 roku liczył on 610 gospodarstw domowych i 3698 mieszkańców (1752 kobiet i 1946 mężczyzn).